# Dizzy Reed

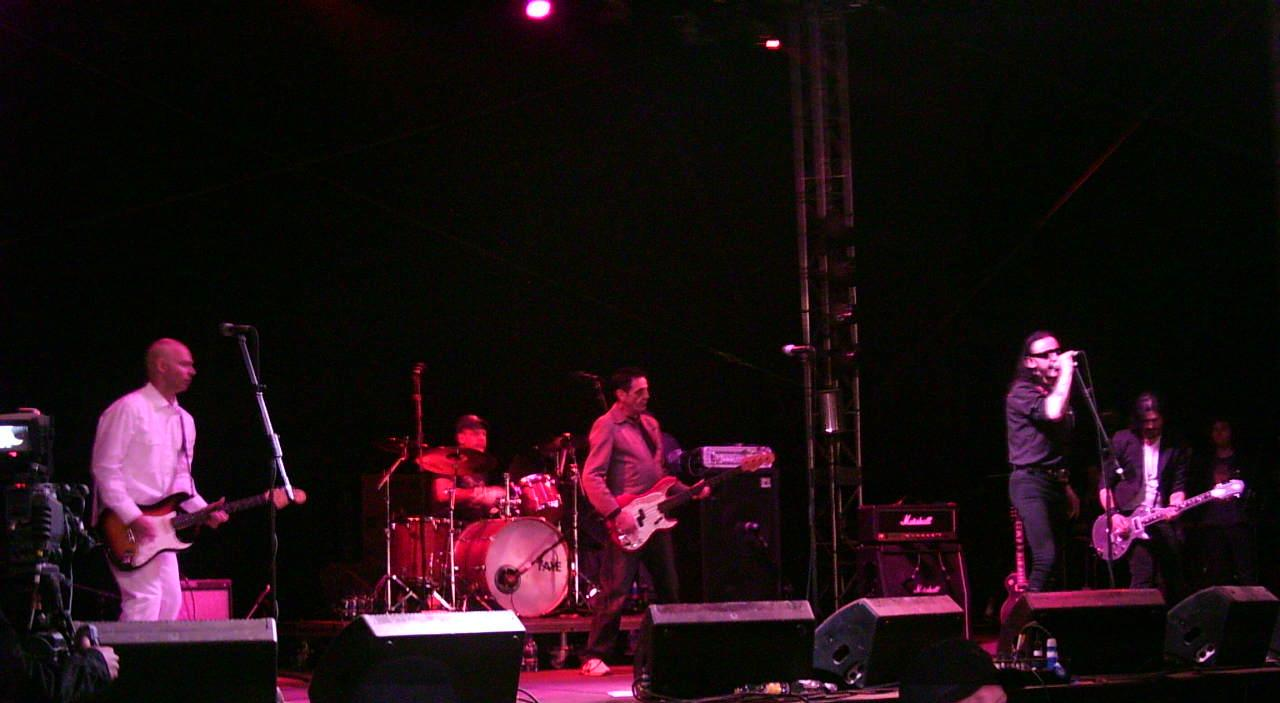
Dizzy Reed rechts

Darren Arthur Reed (Hinsdale (Illinois), 18 juni 1963) is de pianist van de Amerikaanse hardrockband Guns N' Roses. Hij behoort niet tot de originele bezetting van de band, maar sloot zich pas in 1990 op vraag van Axl Rose, die de groep een andere muzikale wending wilde geven, aan.
Dizzy Reed is vooral bekend om zijn live pianospel, onder andere op November Rain, Estranged, en Civil War. Uit het boekje van Use Your Illusion I en Use Your Illusion II, twee van de drie platen waaraan Reed meewerkte, blijkt dat geen enkel nummer aan zijn brein ontsproten is.
Hij heeft nog vele andere projecten naast Guns N' Roses, en speelt bovendien niet enkel piano, maar ook gitaar en bongo.